# Дэвидсон, Рэндалл
Рэндалл Томас Дэвидсон (англ. Randall Thomas Davidson; 7 апреля 1848, Эдинбург — 25 мая 1930, Лондон) — 96-й архиепископ Кентерберийский (1903—1928), барон Дэвидсон Ламбетский, член Тайного совета Великобритании, рыцарь Большого креста Королевского викторианского ордена.

## Биография
Сын эдинбургского торговца зерном Генри Дэвидсона и Генриетты Суинтон, дочери Джона Кэмпбелла Суинтона из Киммерпэйма; родители были шотландскими пресвитерианами. В детстве обучался в маленьких частных школах, которые не обеспечивали высокого уровня образования, и всю жизнь сетовал на свои недостаточные познания в латинском и греческом языках. Позднее учился в школе Харроу и в Тринити колледже Оксфордского университета. В последний год обучения вследствие несчастного случая получил огнестрельное ранение и до конца жизни страдал выпадением грыжи.
Рукоположённый в священника в 1875 году, Дэвидсон становится настоятелем домовой часовни архиепископа Кентерберийского Арчибальда Тэйта и вскоре завоёвывает доверие королевы Виктории, что способствует его назначению деканом Виндзора (Dean of Windsor) в 1883 году, епископом Рочестерским (bishop of Rochester) в 1891 году и епископом Уинчестерским (bishop of Winchester) — в 1895 году, в 1903 году он получает кафедру архиепископа Кентерберийского.
В 1902 и 1906 годах Дэвидсон активно участвует в развернувшихся диспутах, стремясь примирить экстремистские позиции противников в вопросах преподавания религии в школе и надлежащего количества ритуалов во время богослужений. Его речь в палате лордов оказала решающее воздействие на англиканских епископов, склонив их к поддержке усилий премьер-министра Генри Асквита, направленных на сокращение полномочий этой палаты, которые в конечном итоге были оформлены биллем в 1911 году.
Дэвидсон активно участвует в экуменическом движении, председательствует на Ламбетской конференции 1920 года и способствует укреплению связей с восточными православными церквями, что позволило повысить авторитет Церкви Англии за рубежом. Хотя его предложения по пересмотру англиканского молитвослова (The Book of Common Prayer) не находят поддержки в Палате общин, Дэвидсон становится председателем учреждённой в 1919 году Церковной ассамблеи — предтечи нынешнего Генерального синода Церкви Англии (General Synod of the Church of England) — и проводит её через трудности первых лет существования.
После ухода на покой в 1928 году получает титул 1-го барона Дэвидсона Ламбетского, но, в силу бездетности его брака, титул ни к кому не переходит по наследству. Дэвидсон умирает в 1930 году, его вдова Эдит Тэйт, дочь архиепископа Кентерберийского Арчибальда Тэйта, на которой он женился в 1878 году, — в июне 1936 года.
| Предшественник                      | Начало периода | Назначения Рэндалла Дэвидсона | Конец периода | Преемник                      |
| ----------------------------------- | -------------- | ----------------------------- | ------------- | ----------------------------- |
| Джордж Коннор (George Henry Connor) | 1883           | Декан Виндзора                | 1891          | Филипп Элиот (Philip Eliot)   |
| Энтони Торольд (Anthony Thorold)    | 1891           | Епископ Рочестерский          | 1895          | Эдвард Тэлбот (Edward Talbot) |
| Энтони Торольд (Anthony Thorold)    | 1895           | Епископ Уинчестерский         | 1903          | Герберт Райл (Herbert Ryle)   |

## Основные труды
- Life of Archbishop Tait, 2 vol. (1891)
- The Christian opportunity; being sermons and speeches delivered in America (1904)
- Captains and comrades in the faith sermons historical and biographical (1911)
- The Character and Call of the Church of England (1912)
- Kikuyu (1915)
- The six Lambeth conferences, 1867—1920 (1920)